# Нагаев, Игорь Владимирович
И́горь Влади́мирович Нага́ев (24 февраля 1966, Киев) — советский гребец, двукратный серебряный призёр Олимпийских игр. Заслуженный мастер спорта СССР (1988).

## Карьера
На Олимпийских играх 1988 года выиграл две серебряные медали: в гребле на байдарках-двойках на 500 метров вместе с Виктором Денисовым и в гребле на байдарках-четвёрках с Александром Мотузенко, Сергеем Кирсановым и Виктором Денисовым. На Играх 1992 года в составе Объединённой команды на байдарке-одиночке на дистанции 1000 метров не смог выйти в финал.
Бронзовый призёр чемпионата мира 1986 года в гребле на байдарках-одиночках на 500 метров. Шестикратный чемпион СССР в гребле на байдарках-одиночках и двойках.